# Вендлинген ам Некар
Вендлинген ам Некар (њем. Wendlingen am Neckar) град је у њемачкој савезној држави Баден-Виртемберг. Једно је од 44 општинска средишта округа Еслинген. Према процјени из 2010. у граду је живјело 15.995 становника. Посједује регионалну шифру (AGS) 8116071.

## Географски и демографски подаци
Вендлинген ам Некар се налази у савезној држави Баден-Виртемберг у округу Еслинген. Град се налази на надморској висини од 294 метра. Површина општине износи 12,2 km². У самом граду је, према процјени из 2010. године, живјело 15.995 становника. Просјечна густина становништва износи 1.316 становника/km².

## Међународна сарадња
| Мјесто        | Држава    | Врста сарадње | Од    |
| ------------- | --------- | ------------- | ----- |
| Дорог         | Мађарска  | пријатељство  | 2000. |
|               | Француска | партнерство   | 1988. |
| Хеб           | Чешка     | пријатељство  | 2000. |
| Милштат ам Зе | Аустрија  | партнерство   | 1992. |
| Извор         |           |               |       |